# Литвиновская
Литвиновская — деревня в Шенкурском районе Архангельской области. Входит в состав муниципального образования «Шеговарское».

## География
Деревня расположена в южной части Архангельской области, в таёжной зоне, в пределах северной части Русской равнины, в 40 километрах на север от города Шенкурска, на левом берегу реки Вага. Ближайшие населённые пункты: на севере деревня Абакумовская, на юге деревни Логиновская и Пищагинская.
Часовой пояс
Литвиновская, как и вся Архангельская область, находится в часовой зоне МСК (московское время). Смещение применяемого времени относительно UTC составляет +3:00.

## Население
| 2002 | 2010 | 2012 |
| ---- | ---- | ---- |
| 68   | →68  | ↘56  |

## История
Указана в «Списке населённых мест по сведениям 1859 года» в составе 2-го стана Шенкурского уезда Архангельской губернии под номером «2394» как «Летвиновское (Литвинское, Миткова горка)». Насчитывала 13 дворов, 52 жителя мужского пола и 81 женского.
В «Списке населенных мест Архангельской губернии к 1905 году» деревня Литвиновское (Кононовы) насчитывает 22 двора, 76 мужчин и 88 женщин. В административном отношении деревня входила в состав Предтеченского сельского общества Предтеченской волости.
В марте 1918 года деревня оказывается в составе Шеговарской волости, выделившейся из Предтеченской. На 1 мая 1922 года в поселении 33 двора, 55 мужчин и 95 женщин.